# Болт, Брюс
Брюс Алан Болт (англ. Bruce Alan Bolt; 15 февраля 1930, Ларгс, Новый Южный Уэльс, Австралия — 21 июля 2005, Окленд) — американский сейсмолог австралийского происхождения, профессор физики Земли и планет Калифорнийского университета в Беркли, пионер инженерной сейсмологии. Он работал на протяжении 15 лет в составе Комиссии по сейсмической безопасности штата Калифорния, возглавляя общественные дебаты о сейсмической безопасности, работал консультантом при реализации ряда мировых проектов; автор ряда книг популярной и научно-технической направленности о сейсмологии.
Исследования Болта привели к началу дальнейших сооружения сейсмостойких мостов и зданий. Избран в Национальную инженерную академию США «за применение принципов сейсмологии и прикладной математики к техническим решениям и политике в области строительства». С 2006 года его имя носит медаль, присуждаемая лицам за вклад в развитие и применение данных о значительных движениях земной коры, за лидерство в реализации научно-технических знаний на практике и за управленческие решения, усиливающие сейсмическую безопасность.

## Ранние годы и начало карьеры
Брюс Болт родился в 1930 году в местечке Ларгс, к северу от Мейтленда. Окончил в 1952 году Сиднейский университет со степенью бакалавра, получил степень магистра в 1955 году и доктора в 1959 году по прикладной математике. Читал лекции по математике в Сиднейском университете и развивал интерес к математическому моделированию внутреннего устройства Земли. В 1972 году стал доктором естественных наук Сиднейского университета, будучи сотрудником Калифорнийского университета в Беркли. Работу в университете Беркли начал по приглашению профессоров Кембриджского университета (кафедра геодезии и геофизики) Перри Байерли и Джона Верхогена, которую посетил после визита геологической обсерватории Ламонта в Нью-Йорке.

## Работа в Беркли. Консультант по сейсмологии

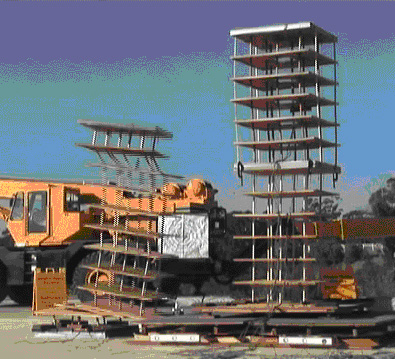
Испытание модели зданий на сейсмоустойчивость с помощью сейсмоплатформы в Калифорнийском университете в Сан-Диего

В 1963—1991 годах Болт был директором сейсмологической станции Беркли (ныне сейсмологическая лаборатория): будучи на этой должности, он стал основоположником сейсмостойкого строительства. Он изучал влияния последствий землетрясений и такое явление, как проскальзывание разлома во время землетрясения, воздействующее на находящиеся недалеко сооружения. В 1978 году  знак признания избран в Национальную инженерную академию США за вклад в профессию. Также при нём впервые стали применять цифровые записи, а не фиксирование на бумаге.
Болт установил эпицентр землетрясения в Сан-Франциско, недалеко от Дейли-Сити (ранее им ошибочно называли Олему в округе Марин). Он также помог разработать симуляцию землетрясения, которую продемонстрировали в музее Калифорнийской академии наук в парке «Золотые ворота». Является автором ряда книг и статей, в том числе «Землетрясения: Учебник для начинающих» (англ. Earthquakes: a Primer) и «Внутри Земли: свидетельства землетрясений» (англ. Inside the Earth: Evidence from Earthquakes) 1982 года.
На протяжении 15 лет Болт трудился в Комиссии по сейсмической безопасности штата Калифорния, будучи её председателем в 1986 году; он оказал значительное влияние на законодательство штата в области безопасности и помог создать обязательную систему отображения на карте наиболее сейсмически опасных областей. В 1993 году он стал почётным профессором сейсмологии, завершив преподавательскую карьеру, но продолжив научную. Он был консультантом в американских и международных проектах сейсмостойкого строительства: АЭС Дьябло Каньон в Калифорнии, Асуанский гидроузел в Египте, Трансаляскинский нефтепровод в Аляске и Bay Area Rapid Transit в заливе Сан-Франциско.
После землетрясения и цунами в Индийском океане 2004 года Болт занялся работой по характеристике сейсмических источников и оценке риска цунами, что стало его последней прижизненной работой. Он умер в июле 2005 года от рака поджелудочной железы в больнице Кайзер Перманенте в Окленде.

## Научные достижения и премии
За свою работу профессор Болт входил в ряд научных организаций:
- Президент Калифорнийской академии наук (1982—1985)
- Член Попечительского совета Калифорнийской академии наук (1981—1992, 1999)
- Президент Академического сената Беркли (1992—1993)
- Президент клуба преподавателей Беркли (1994—2004)
- Президент Международной ассоциации сейсмологии и физики Земли[англ.] (1980—1983)
- Президент Сейсмологического общества Америки[англ.] (1974)
- Редактор издания Американского сейсмологического общества (1965—1972)
- Президент Комиссии по сейсмической безопасности штата Калифорния[4]

Является лауреатом следующих премий и наград:
- Упоминание Калифорнийским университетом Беркли (1993)[7]
- Медаль имени Альфреда Э. Алквиста в знак особого признания (1994)[3]
- Премия за выдающиеся лекции от Исследовательского института сейсмостойкого строительства[англ.] (1998)[3]
- Медаль Джорджа У. Хауснера (2000)[3].

В 1995 году Болт прочитал пятую мемориальную лекцию Маллета-Милна «От ускорения землетрясений к сейсмическим смещениям» (англ. From Earthquake Acceleration to Seismic Displacement) для Общества по динамике землетрясений и гражданскому строительству в Лондоне.
С 2006 года его имя носит медаль, присуждаемая Исследовательским институтом сейсмостойкого строительства лицам за развитие технологий передачи данных по землетрясениям и за вклад в реализацию на практике научных и инженерных знаний, повысившие сейсмологическую безопасность.

## Избранные работы

### Учебники
Авторство шести учебников и редакция восьми по геологии и сейсмологии, а также применению компьютерных технологий в этой области:
- Geophysics Editor Academic Press New York 1973 ISBN 0-12-460813-2
- Geological Hazards: Earthquakes, Tsunamis, Volcanoes, Avalanches, Landslides, Floods editor 1975 and 1977 Springer-Verlag New York ISBN 0-387-90254-6
- Nuclear Explosions and Earthquakes: the Parted Veil W.H. Freeman San Francisco 1976 ISBN 0-7167-0276-2
- Earthquakes: A Primer W.H. Freeman San Francisco 1978 ISBN 0-7167-0094-8.
- Inside the Earth: Evidence from Earthquakes W.H. Freeman San Francisco 1982 ISBN 0-7167-1359-4
- Earthquakes 5 editions 1987-2003, 2003 edition published by W. H. Freeman New York ISBN 0-7167-5618-8
- Earthquakes: 2006 Centennial Update W. H. Freeman; Fifth Edition (August 5, 2005) ISBN 0-7167-7548-4 and ISBN 978-0-7167-7548-5
- Earthquakes and Geological Discovery Scientific American Library New York 1993 ISBN 0-7167-5040-6

### Статьи
Авторство более 200 статей, в том числе:
- Bolt, B.; Qamar, A. An upper bound to the density jump at the boundary of the Earth's inner core (англ.) // Nature : journal. — 1970. — 10 October (vol. 228, no. 5267). — P. 148—150. — doi:10.1038/228148a0. — Bibcode: 1970Natur.228..148B. — PMID 16058450.
- Shi, Y.; Bolt, B. The standard error of the magnitude-frequency b value (англ.) // Bulletin of the Seismological Society of America[англ.] : journal. — 1982. — Vol. 72. — P. 1677—1687.
- Bolt, Bruce A. 50 years of studies on the inner core // EOS[англ.]. — 1987. — Т. 68. — С. 73,80–81. — doi:10.1029/EO068i006p00073-01. — Bibcode: 1987EOSTr..68Q..73B.
- Bolt, Bruce A. Inge Lehmann (англ.) // Biographical Memoirs of Fellows of the Royal Society[англ.] : journal. — 1997. — Vol. 43. — P. 285—301. — doi:10.1098/rsbm.1997.0016. Архивировано 21 октября 2013 года.